# Szepetówka Podolska
Szepetówka Podolska (ukr. Шепетівка-Подільська, ros. Шепетовка-Подольская) – stacja kolejowa w miejscowości Szepetówka, w rejonie szepetowskim, w obwodzie chmielnickim, na Ukrainie.
Stacja istniała przed II wojną światową.